# Between Two Worlds (album)
Between Two Worlds er den norske heavy metal supergruppe I's debutalbum.
Albummet er også blevet udgivet i en metal-boks udgave, som kun kunne fås gennem Nuclear Blast Mailorder, og kun fandtes i 1000 eksemplarer.

## Spor
1. "The Storm I Ride" – 3:27
2. "Warriors" – 5:53
3. "Between Two Worlds" – 5:52
4. "Battalions" – 4:46
5. "Mountains" – 6:05
6. "Days of North Winds" – 4:04
7. "Far beyond the Quiet" – 7:13
8. "Cursed We Are" – 5:14
9. "Bridges of Fire" – 7:36[1]
10. "Shadowed Realms (intro)" – 1:31[1]
11. "Shadowed Realms" – 5:44[1]

## Musikere
- Abbath (Olve Eikemo) – sang, guitar
- T.C. King (King ov Hell, Tom Cato Visnes) – bas
- Ice Dale (Arve Isdale) – guitar
- Armagedda – trommer
- Demonaz – sangtekst

- Between Two Worlds album review by